# Ло Вэй (режиссёр)
Ло Вэй (англ. Lo Wei; 12 декабря 1918, пров. Цзянсу, Китай — 20 января 1996, Гонконг) — гонконгский режиссёр, сценарист, продюсер, актёр. Один из самых известных постановщиков фильмов с боевыми искусствами на исторические и современные сюжеты.

## Биография
Ло Вэй работал актёром во время китайско-японской войны под именем Luo Jing. Его интерес к кино проснулся тогда, когда он вступил в труппу Central Motion Picture Theater в Шанхае и переехал после войны в Гонконг. В 1957 году основал свою собственную компанию Sze Wei.
Во второй половине 1960-х гг. работал режиссёром-постановщиком фильмов в жанре уся на ведущей киностудии тогдашнего Гонконга Shaw Brothers. В его фильмах были задействованы ведущие звёзды этой студии того времени: Ло Лье, Чжэн Пэйпэй, Тьен Фенг, Ку Фэн, Юэ Хуа и другие.
Позже, перейдя на работу на киностудию Golden Harvest, подписал контракт с Брюсом Ли. Результатом их совместной работы стали фильмы «Большой босс» и «Кулак ярости», которые сделали обоих знаменитостями. Однако ссора, которая началась во время съёмок «Кулака ярости», закончила их сотрудничество. Ло Вей очень хотел всех убедить в том, что он один был ответственен за успех Ли. Он заявлял, что Ли знал восточные единоборства до союза с ним, однако, это именно он научил его драться для фильмов. Согласно гонконгскому писателю Бей Логану, это повлияло на жестокую конфронтацию между Ли и Ло Вэем на студии Golden Harvest, которая окончилась тем, что Ли стал угрожать ножом. Однако история с ножом скорее всего является слухом, распущенным самим Ло Вэем.
Покинув Golden Harvest в 1975 году, Ло Вей основал свою собственную компанию Lo Wei Motion Picture, где он подписал контракт с молодым Джеки Чаном и снял его в таких фильмах как «Новый кулак ярости», «Метеоры-убийцы», «Убить с интригой», «Великолепные телохранители» и «Духовное кунг-фу». Но все эти фильмы провалились в прокате, и с каждой новой неудачей разрасталась ссора теперь уже с Джеки Чаном. Ло Вэй продолжал снимать кунг-фу-боевики на исторические темы, которые тогда уже были не в моде. Консервативный режиссёр даже не прислушивался к советам Джеки Чана, молодой актёр предлагал снять кунг-фу-комедию с действительно новым образом главного героя и с другой постановкой боёв. В 1978 году Джеки Чану «на стороне» всё-таки удалось реализовать свои идеи в фильмах «Змея в тени орла» и «Пьяный мастер», которые сделали его звездой. После этого Ло Вэй тут же поменял своё мнение и даже доверил Чану режиссуру фильма «Бесстрашная гиена», который стал первым успешным фильмом кинокомпании Lo Wei Motion Picture за последние несколько лет.
Но вскоре Джеки Чан ушёл в кинокомпанию Golden Harvest, не закончив фильм «Бесстрашная гиена 2». Ло Вей, имея знакомства с гонконгскими триадами, стал натравливать на Джеки Чана гангстеров, вынуждая или продолжать работать на него или заплатить «компенсацию». Эта история полна недосказанностей, противоречий и разных трактовок, известно только, что Джеки Чану в 1980 году пришлось сбежать в Америку, а директора Golden Harvest перекупили контракт, также известно, что за Джеки Чана тогда заступился киноактёр Джимми Ванг Ю — в прошлом член тайваньской триады.
После конфликта с Джеки Чаном, у Ло Вэя остались только права на его прошлые фильмы. Чтобы окончательно не разориться, он выпустил в прокат фильм «Немного кунг-фу» с Джеки Чаном, который до этого ему не понравился и отправил «на полку». Также он выкупил материал фильма «Маленький тигр из Квантунга» и с доснятыми сценами выпустил его под названием «Мастер со сломанными пальцами», также с другим режиссёром он доснял фильм «Бесстрашная гиена 2». Ло Вэй всячески пытался заработать на славе Чана, но всё это привело лишь к тому, что в конце своей жизни он находился на грани нищеты.
Ло Вэй умер в Гонконге в 1996 году.

## Фильмография (режиссёр)
- 1967 — Ангел с железными кулаками
- 1968 — Долина смерти
- 1969 — Болото Дракона
- 1969 — Грубая отвага
- 1969 — Золотой меч
- 1970 — Пять братьев
- 1971 — Непобедимая восьмёрка
- 1971 — Теневой Кнут
- 1971 — Удары Кометы
- 1971 — Месть Снежной Девушки
- 1971 — Большой босс
- 1972 — Ураган
- 1972 — Кулак ярости
- 1973 — Человек по имени Тигр
- 1973 — Принцесса подворотен
- 1973 — Героиня
- 1973 — Татуированный дракон
- 1974 — Проказники в Чайнатауне
- 1974 — Разборки в Сан-Франциско
- 1976 — Новый кулак ярости
- 1976 — Метеоры-убийцы
- 1976 — Последнее испытание Шаолиня
- 1977 — Убить с интригой
- 1978 — Великолепные телохранители
- 1978 — Духовное кунг-фу
- 1979 — Кулак дракона

## Интересные факты
- Ло Вэй отличался очень тяжёлым и несговорчивым характером (что привело к известным конфликтам с Брюсом Ли и Джеки Чаном)[3].
- Имел многочисленные сомнительные знакомства с боссами гонконгских триад[3].